# Jan Kocina
Jan Kocina je český advokát a vysokoškolský pedagog. Zaměřuje se především na trestní právo, kterého je docentem.

## Vzdělání
V roce 1983 absolvoval právnickou fakultu Univerzity Karlovy a složil zde rigorózní řízení. V roce 2008 obhájil disertační práci na fakultě právnické Západočeské Univerzity a získal titul Ph.D. Docentem pro trestní právo byl jmenován v roce 2014 na Masarykově Univerzitě.

## Odborná a profesní činnost
Po ukončení studií v roce 1983 se stal advokátním koncipientem a v roce 1996 složil advokátní zkoušky. Spoluzaložil advokátní kancelář Vovsík, Rösch, Kocina a spol. Byl členem různých odborných a poradních orgánů České advokátní komory v Praze a od roku 1994 vyučuje na Západočeské Univerzitě trestní právo. Od roku 1995 je také rozhodcem u Rozhodčího soudu Při Hospodářské komoře České republiky a Agrární komoře České republiky v Praze.

## Spor o dálniční obchvat Plzně
Kocina obhajoval v letech 1997-2001 ministerstvo pro místní rozvoj v soudním sporu, s ekologickými aktivisty, o dálničním obchvatu Plzně. Případem se zabýval Vrchní soud v Praze. Sám Kocina měl na prostudování spisu jen dva týdny a žaloba proti ministerstvu byla v řadě věcí oprávněná, a tak prvotní soud ministerstvo prohrálo. Po volbách v roce 1998 se však dostavění obchvatu stalo prioritou vlády a Kocina dostal pověření zastupovat ministerstvo v dalším sporu. Kocina kvůli němu dočasně omezil své další advokátní působení, protože celý případ bral jako osobně i profesně velmi důležitý. V letech 2001 a 2002 pak soud dal ministerstvu za pravdu, díky čemuž mohla začít stavba obchvatu a k jeho otevření v roce 2006.

## Kauza plzeňských práv
Kocina byl v souvislosti s kauzou plzeňských práv obviněn ze zmanipulování přijímacího řízení. Ivana Řápková, která čelila obvinění, že na zmíněné škole nevystudovala řádně, tvrdila, že Kocina protlačil svého syna na fakultu ačkoliv nesplnil řádně přijímací řízení. Sám Kocina dříve upozornil na některé nestandardní praktiky vedení fakulty v čele s děkanem Jaroslavem Zachariášem a zpochybnil studia Řápkové. Její obvinění Kocina odmítl s tím, že "syn řádně vykonal přijímací zkoušku a má na základě toho doklad o přijetí ke studiu." Přitom prohlásil, že neměl jakoukoliv možnost přijímací řízení ovlivnit a navíc jeho syn uspěl i v přijímacím řízení na pedagogickou a filozofickou fakultu.Řápková dle něj chtěla svým obviněním pouze odvést pozornost od svého případu.

## Kauza CS Fondů
Kocina zastupuje miliardáře Pavla Tykače v případě takzvaných CS fondů. Policie Tykače obvinila z podvodu, kdy se měl podílet na vytunelování CS Fondů a získat tak trestnou činností 342 milionů korun. Stíhání bylo prvně zastaveno v roce 2007, ale v roce 2012 byl případ znovu otevřen, a to díky svědectví podnikatele Buška. Trestní stíhání pak bylo obnoveno v lednu 2013. Tykačovi pak byl v červenci, v souvislosti s případem, zablokován majetek v hodnotě 100 milionů Kč. V srpnu jej však soud uvolnil, kvůli nedostatku důkazů. V roce 2014 pak proti danému rozhodnutí podala stížnost ministryně spravedlnosti, Helena Válková. Tu Kocina označil za "nepochopitelnou." V dubnu 2015 pak policie podala návrh na obžalování Tykače.